# Kfz-Kennzeichen (Ukraine)
Die Ukraine führt seit ihrer Unabhängigkeit 1991 eigene Kfz-Kennzeichen, die standardmäßig schwarze Schrift auf weißem Grund aufweisen. Das Design hat sich jedoch im Zuge der Jahre mehrfach verändert, zuletzt 2015.

## Darstellung und Nutzung

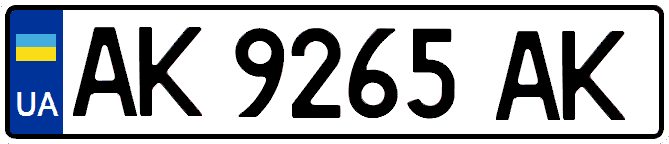
Standardkennzeichen seit 2015

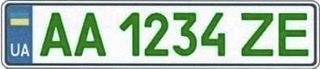
Kennzeichen für elektrisch betriebene Fahrzeuge

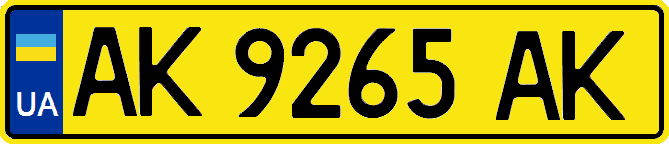
Kennzeichen für öffentliche Verkehrsmittel

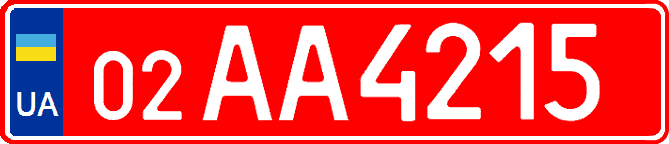
Überführungs- oder Probekennzeichen

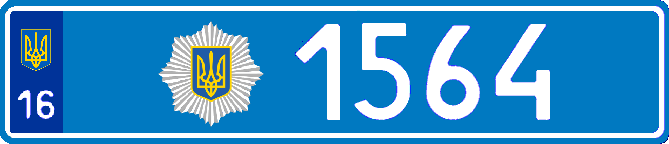
Kennzeichen der Polizei

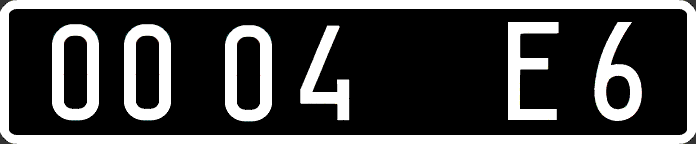
Kennzeichen für Militärfahrzeuge

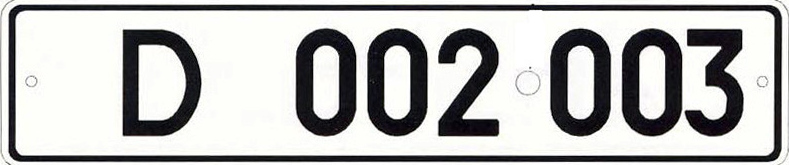
Diplomatenkennzeichen seit 2004, 002 = USA

Seit 2015 sind die ukrainischen Kennzeichen wie folgt aufgebaut: Am linken Rand befindet sich ein blaues Feld, das die Nationalflagge der Ukraine über dem Nationalitätszeichen UA zeigt.
Vor der Einführung dieses „Euro-Balkens“ am 31. Januar 2015 erschien in der oberen Hälfte des Balkens das gelbe Nationalwappen auf hellblauem Grund. Die untere Hälfte war gelb hinterlegt, es waren die schwarzen Buchstaben UA zu lesen. Das gesamte Feld symbolisierte die Nationalflagge der Ukraine.
Es folgt eine Letterkombination nach dem Beispiel AA 3457 BB, wobei die ersten beiden Buchstaben die Herkunft angeben. Auch in der Ukraine besteht die Möglichkeit eines Wunschkennzeichens, bei der die Aufschrift frei gewählt werden kann. Hierbei sind auch Buchstaben des kyrillischen Alphabetes möglich.

Fahrzeuge des öffentlichen Transports besitzen gelbe Kennzeichen, die ansonsten den gewöhnlichen Schildern gleichen. Polizeifahrzeuge erhalten in der Regel hellblaue Nummernschilder mit weißer Schrift.

Temporäre Kennzeichen zeigen einen roten Hintergrund und weiße Schrift, sie lösen selbige mit schwarzer Schrift und 12-Monatsfeld ab. Beide besitzen zwei Buchstaben und vier Ziffern, je nach Art der befristeten Zulassung erscheinen vor den Buchstaben die Angabe der Region durch zwei verkleinerte Ziffern oder eine anderweitige Buchstaben-Zahlen-Kombination.

Fahrzeuge der Regierung oder anderer hoher Behörden zeigen lediglich Ziffern. Links davon ist das Wappen und rechts die Flagge der Ukraine zu sehen.

Diplomatenkennzeichen beginnen mit dem Buchstaben D und zeigen keinerlei anderweitige Symbolik. Es folgt ein dreistelliger Zifferncode, der das Herkunftsland verschlüsselt (siehe Diplomatische Kodes) sowie eine ebenfalls dreistellige Seriennummer.

Kennzeichen der ukrainischen Streitkräfte besitzen weiße Schrift auf schwarzem Grund. Sie bestehen aus vier Ziffern, einem Buchstaben und einer weiteren Ziffer.

## Geschichte

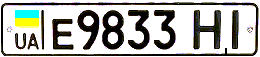
Standardkennzeichen 1993 bis 1995

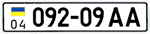
Standardkennzeichen 1995 bis 2004

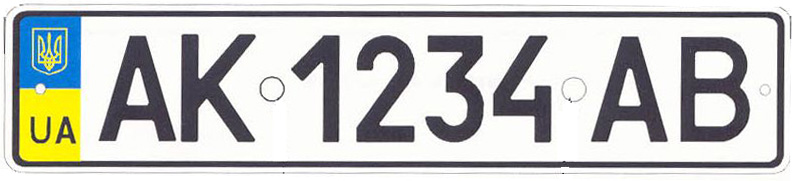
Standardkennzeichen 2004 bis 2014

Vor der Unabhängigkeit der Ukraine wurde auf dem Gebiet der Ukrainischen Sozialistischen Sowjetrepublik das sowjetische Kennzeichensystem verwendet. Ab Januar 1993 wurden erstmals eigene ukrainische Kennzeichen ausgegeben. Sie begannen mit einem verkleinerten Buchstaben, gefolgt von vier Ziffern. Das Nummernschild endete mit zwei Buchstaben, die den jeweiligen Bezirk der Ausgabe angaben. Am linken Rand waren bei einigen Kennzeichen die Flagge der Ukraine und das Nationalitätszeichen UA zu sehen.
Von 1995 bis 2004 war am linken Rand des Kennzeichens einheitlich die ukrainische Flagge zu sehen. Unter der Flagge befand sich eine zweistellige Zahl, die den Bezirk angab, in dem das Fahrzeug zugelassen wurde, siehe unten.
Die eigentliche Erkennungsnummer begann mit drei Ziffern, es folgte ein Bindestrich, auf den zwei weitere Ziffern und zwei Buchstaben folgten. Diese Buchstaben wurden blockweise den jeweiligen Bezirken zugeteilt. Es wurden in der Regel nur die Buchstaben verwendet, die im kyrillischen und im lateinischen Alphabet vorkommen.
Beispiele:
- (11) 037-18KA Kennzeichen aus Kiew (Hauptstadt)
- (16) 194-58OE Kennzeichen aus Odessa

Diplomatenkennzeichen besaßen von 2001 bis 2004 eine rote Hintergrundfarbe und zeigten zu Beginn des Schildes eine verkleinerte dreistellige Zahl, die das Herkunftsland verschlüsselte. Es folgten ein oder mehrere Buchstaben, welche den Status der Mission kennzeichneten. Verwendet wurden CC für Konsul, DP für Diplomat, CDP für den Leiter einer diplomatischen Mission sowie S für internationale Organisationen.

## Aktuelle Regionalkennzeichen
- AA, KA: Stadt Kyjiw
- AB, KB: Oblast Winnyzja
- AC, KC: Oblast Wolyn
- AE, KE: Oblast Dnipropetrowsk
- AH, KH: Oblast Donezk
- AI, KI:  Oblast Kyjiw

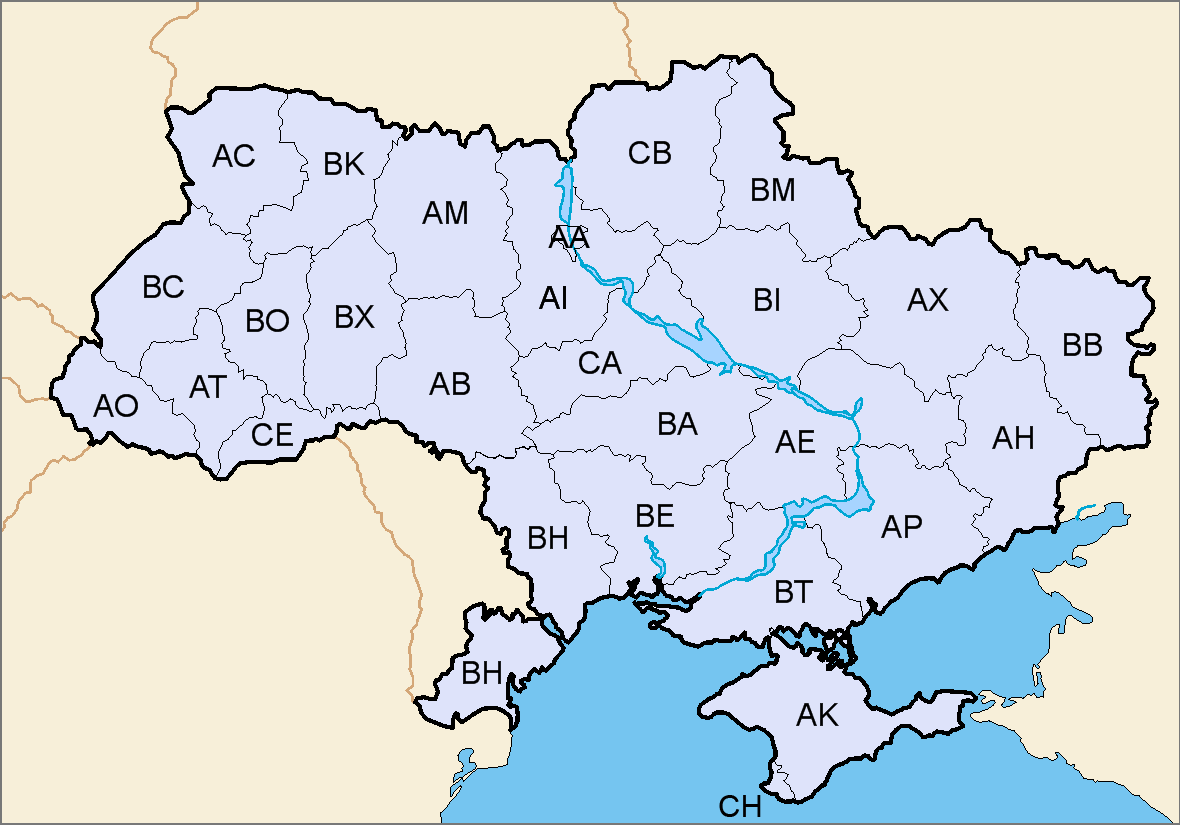
Geografische Verteilung

- AK, KK: Autonome Republik Krim Krim
- AM, KM: Oblast Schytomyr
- AO, KO: Oblast Transkarpatien
- AP, KP: Oblast Saporischschja
- AT, KT: Oblast Iwano-Frankiwsk
- AX, KX: Oblast Charkiw
- BA, HA: Oblast Kirowohrad
- BB, HB: Oblast Luhansk
- BC, HC: Oblast Lwiw (Lemberg)
- BE, HE: Oblast Mykolajiw
- BH, HH: Oblast Odessa
- BI, HI:  Oblast Poltawa
- BK, HK: Oblast Riwne
- BM, HM: Oblast Sumy
- BO, HO: Oblast Ternopil
- BT, HT: Oblast Cherson
- BX, HX: Oblast Chmelnyzkyj
- CA, IA: Oblast Tscherkassy
- CB, IB: Oblast Tschernihiw
- CE, IE: Oblast Tscherniwzi (Czernowitz)
- CH, IH: Stadt Sewastopol Krim
- II:, HHI gesamtstaatlich

## Regionalbuchstaben und -ziffern
| Oblast                            | Kürzel     | Kürzel         | Kürzel             | Kürzel                 | Kürzel  | Kürzel  |
| Oblast                            | UdSSR      | (1991) – 1995  | 1995–2004          | 1995–2004              | ab 2004 | ab 2013 |
| Regionalziffern                   | UdSSR      | (1991) – 1995  | Regionalbuchstaben |                        | ab 2004 | ab 2013 |
| --------------------------------- | ---------- | -------------- | ------------------ | ---------------------- | ------- | ------- |
| Autonome Republik Krim            | КР         | КР, МЯ, МХ     | 01                 | КО, КР, КТ             | AK      | KK      |
| Oblast Winnyzja                   | ВИ         | ВІ, ВХ         | 02                 | ВТ, ВХ, ВІ             | AB      | KB      |
| Oblast Wolyn (Luzk)               | ВН         | ВН, ВЯ         | 03                 | ВК, ВМ, ВО             | AC      | KC      |
| Oblast Dnipropetrowsk             | ДН, ДП     | ЯА, ЯС, ЯВ, АЕ | 04                 | АА, АВ, АЕ, АК, АН     | AE      | KE      |
| Oblast Donezk                     | ДО, ДЦ, СЛ | ЯН, ЯМ, ЯІ, ЯО | 05                 | ЕА, ЕВ, ЕК, ЕН, ЕО, ЕС | AH      | KH      |
| Oblast Schytomyr                  | ЖЖ, ЖИ     | ІО, ІР         | 06                 | ВА, ВВ, ВЕ             | AM      | KM      |
| Oblast Transkarpatien (Uschhorod) | ЗА         | ІК, ІМ         | 07                 | РЕ, РР, РТ             | AO      | KO      |
| Oblast Saporischschja             | ЗП         | ЯТ, ЯЯ, ЯХ, ІТ | 08                 | НА, НЕ, НО, НР, НС     | AP      | KP      |
| Oblast Iwano-Frankiwsk            | ИФ, СЯ     | ІВ, ІА         | 09                 | ІВ, ІС                 | AT      | KT      |
| Oblast Kiew                       | КХ         | КХ, МІ         | 10                 | КК, КМ, КХ             | AI      | KI      |
| Stadt Kiew                        | КИ, ХТ     | КІ, ХЕ, ХТ     | 11                 | КА, КВ, КЕ, КН, КІ     | AA      | KA      |
| Oblast Kirowohrad                 | КД         | ЕІ, ЕМ, ЕЯ     | 12                 | ОМ, ОН, ОС             | BA      | HA      |
| Oblast Luhansk                    | ЛУ, ВГ     | АІ, АЯ         | 13                 | АМ, АО, АР, АТ, АХ     | BB      | HB      |
| Oblast Lwiw (Lemberg)             | ЛВ         | ІН, ІІ         | 14                 | ТА, ТВ, ТН, ТС         | BC      | HC      |
| Oblast Mykolajiw                  | НИ         | НІ, НВ, НЯ     | 15                 | НК, НТ, НІ             | BE      | HE      |
| Oblast Odessa                     | ОД         | ОІ, ОЯ         | 16                 | ОА, ОВ, ОЕ, ОК         | BH      | HH      |
| Oblast Poltawa                    | ПО         | ІХ, ІЯ         | 17                 | СК, СН, СС             | BI      | HI      |
| Oblast Riwne                      | РВ         | РВ, РН         | 18                 | РА, РВ, РО             | BK      | HK      |
| Oblast Sumy                       | СУ         | СІ, СЯ, СР     | 19                 | СА, СВ, СЕ             | BM      | HM      |
| Oblast Ternopil                   | ТЕ         | ТЕ, ТІ         | 20                 | ТЕ, ТК, ТІ             | BO      | HO      |
| Oblast Charkiw                    | ХА, ХК     | ХА, ХІ, ХК     | 21                 | ХА, ХВ, ХК             | AX      | KX      |
| Oblast Cherson                    | ХО         | ХО, ХЯ         | 22                 | ХН, ХО                 | BT      | HT      |
| Oblast Chmelnyzkyj                | ХМ         | ХМ, ТЯ         | 23                 | ХМ, ХІ                 | BX      | HX      |
| Oblast Tscherkassy                | ЧК         | РК, РС, РІ     | 24                 | МА, МВ, МЕ             | CA      | IA      |
| Oblast Tschernihiw                | ЧН, ЧТ     | РМ, РХ         | 25                 | МК, ММ, МН             | CB      | IB      |
| Oblast Tscherniwzi                | ЧВ         | ІС, ІЕ         | 26                 | МО, МР, МС             | CE      | IE      |
| Stadt Sewastopol                  | –          | –              | 27                 | КС                     | CH      | IH      |
| Gesamtstaatlich                   | –          | –              | 28                 | НН, ІІ                 | ІІ      | ІІ      |

## Diplomatische Kodes
| 001 Russland 002 Vereinigte Staaten 003 Volksrepublik China 004 Vereinigtes Königreich 005 Frankreich 006 Deutschland 007 Ungarn 008 Litauen 009 Bulgarien 010 Armenien 011 Australien 012 Israel 013 Belarus 014 Polen 015 Estland 016 Reserve 017 Schweden 018 Mexiko 019 Griechenland 020 Indien 021 Iran 022 Mongolei 023 Vietnam 024 Österreich 025 Ägypten | 026 Argentinien 027 Japan 028 Kanada 029 Portugal 030 Chile 031 Italien 032 Spanien 033 Slowakei 034 Rumänien 035 Türkei 036 Norwegen 037 Algerien 038 Schweiz 039 Niger 040 Vatikanstadt 041 Aserbaidschan 042 Südkorea 043 Brasilien 044 Dänemark 045 Lettland 046 Kroatien 047 Zypern 048 Tschechien 049 Finnland 050 Seychellen | 051 Vereinte Nationen 052 Zentralafrikanische Republik 053 Slowenien 054 Belgien 055 Moldau 056 Kuba 057 Philippinen 058 Südafrika 059 Pakistan 060 Libyen 061 Internationale Bank für Wiederaufbau und Entwicklung 062 Libanon 063 Syrien 064 Singapur 065 Irland 066 Niederlande 067 Kasachstan 068 Georgien 069 Irak 070 Kirgisistan 071 Tadschikistan 072 Usbekistan 073 Turkmenistan 074 Thailand 075 Tunesien | 076 Ghana 077 Serbien 078 Liechtenstein 079 Indonesien 080 Marokko 081 Jordanien 082 Kuwait 083 Luxemburg 084 Organisation für Sicherheit und Zusammenarbeit in Europa 085 Uruguay 086 Peru 087 Internationale Rotkreuz- und Rothalbmond-Bewegung 088 Afghanistan 089 Science and Technology Center in Ukraine 090 BR Jugoslawien (wird nicht mehr vergeben) 091 Albanien 092 Nordmazedonien 093 NATO 094 NATO 095 Internationaler Währungsfonds 096 Neuseeland 097 Bangladesch 098 Europäische Union 099 Europäische Bank für Wiederaufbau und Entwicklung |

## Russisch besetzte Süd- und Ostukraine

Kfz-Kennzeichen in Donezk

Kfz-Kennzeichen in Luhansk

Die beiden international nicht anerkannten „Volksrepubliken“ „Donezk“ und „Lugansk“, die 2014 im Osten der Ukraine gebildet wurden, geben seit 2015 eigene Kfz-Kennzeichen aus, die denen Russlands ähneln. Auf der rechten Seite des Kennzeichens ist statt der Flagge der Russischen Föderation sowie der Nummer des jeweiligen Föderationssubjekts die Flagge einer der beiden Republiken angebracht.
Russland gibt zudem seit 2014 eigene Kfz-Kennzeichen in den völkerrechtswidrig okkupierten und später annektierten Gebieten heraus (Krim: 82, 92; Süd- und Ostukraine: 184, 185). Die Verwendung dieser Kennzeichen ist von Seiten der Ukraine, aber auch in anderen Ländern wie z. B. der Europäischen Union untersagt.